# Slakkentang

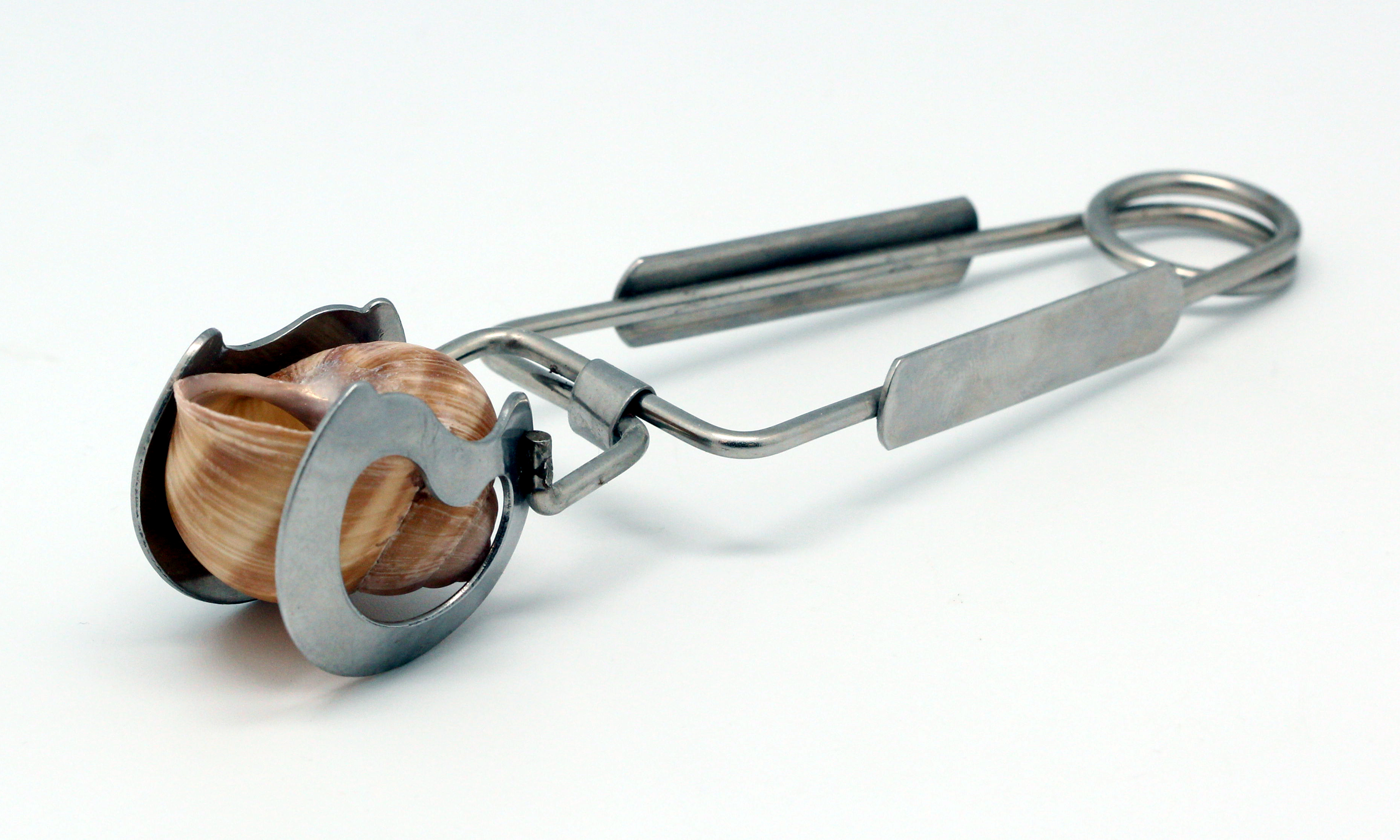
Slakkentang

De slakkentang is tafelbestek dat gebruikt wordt voor het eten van escargot, waarvan het vlees in het huisje zit. Met behulp van deze tang kan de slak gegeten worden zonder dat men de vingers brandt of vuilmaakt.
De slakkentang gaat meestal gepaard met een slakkenvork, wat een smalle tweevingerige vork is, waarmee het vlees uit het huisje gepeuterd kan worden.

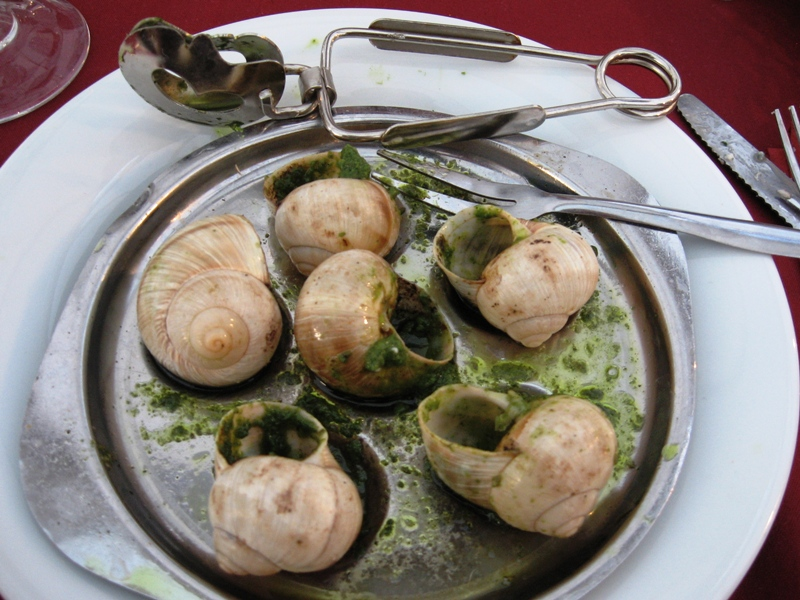
Het volledige bestek voor de verorbering van slakken: de slakkentang, slakkenvork en slakkenbord.

Wanneer slakken in hun huisje geserveerd worden, is tevens een slakkenbord praktisch. Dat is een bord met kleine kuiltjes, vergelijkbaar met een poffertjespan, waarin de huisjes enigszins stabiel opgediend kunnen worden.

## Bron
- (fr)  (april 1893). Chronique du nouveau. Revue des Nouveautés  4 (13): p.4